# Kenkey

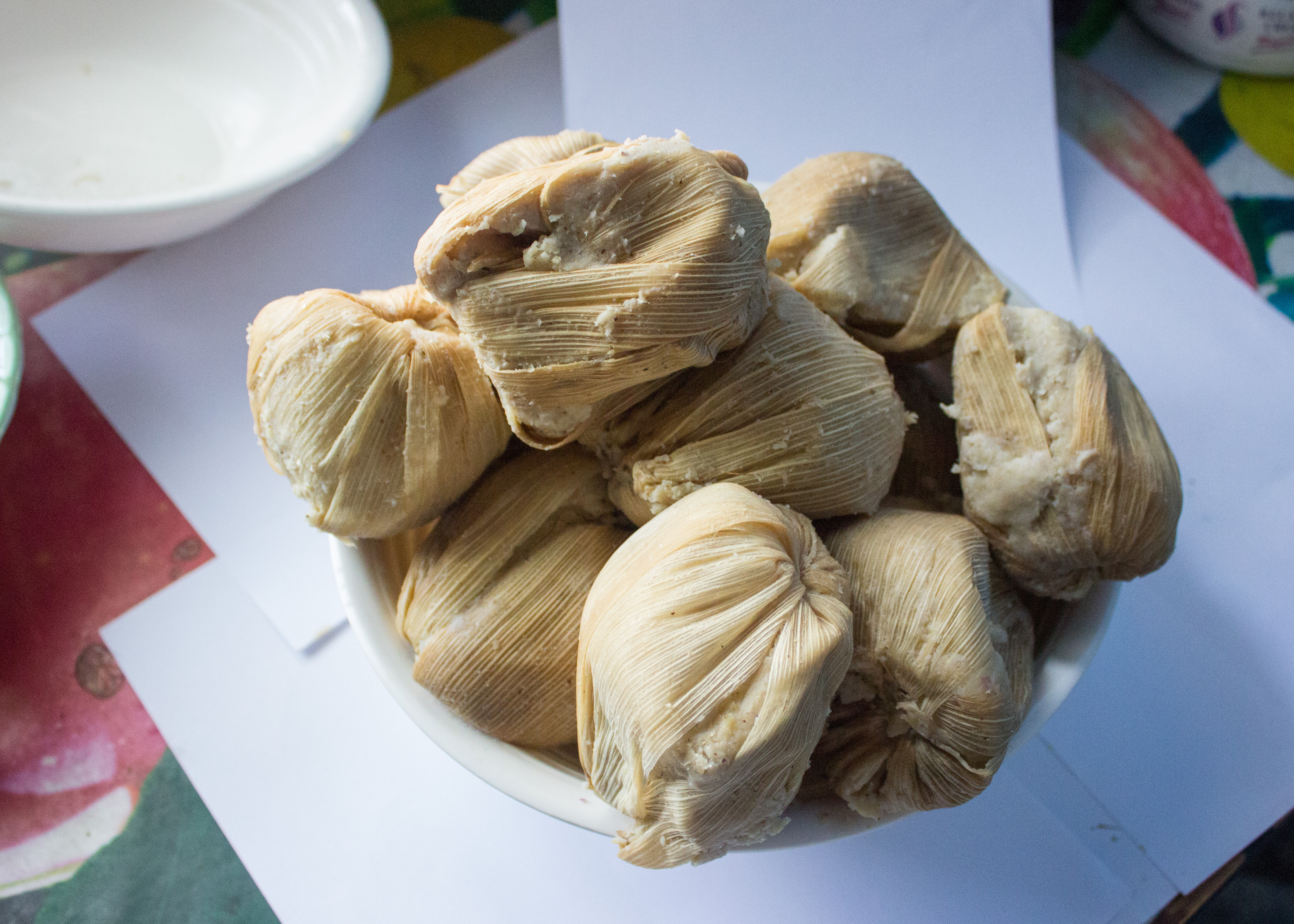
Pallotte di kenkey

Kenkey o kormi o kokoe o dorkunu è un piatto base simile agli gnocchi a lievitazione naturale originario delle regioni dell'Africa occidentale abitata dai Ga, solitamente servito con salsa al pepe e pesce fritto o zuppa, stufato. Le aree in cui viene mangiato il kenkey sono il Ghana, la Costa d'Avorio orientale, il Togo, il Benin occidentale, la Guyana (dove è noto come "konkee") e la Giamaica. Di solito è fatto da mais macinato, come l’ugali o pietanze similari. È noto anche in Giamaica come dokunoo, dokono, dokunu (l'Asante si riferisce allo stesso piatto di dɔkono), "cassetti blu" e "foglia a cravatta". In Trinidad è chiamato "paime" (pronuncia pay-me) e differisce dal fatto che non contiene plátano ma può includere zucca e cocco. Nella cucina dei Caraibi, è fatto con farina di mais, plátano, banana verde, patata dolce (versione Asante e giamaicana, che proviene dalla versione Asante) o manioca, avvolto in foglie di banana. Il cibo deriva dalle tradizioni culinarie africane.
A differenza degli ugali, fare il kenkey implica lasciare fermentare il mais prima della cottura. Pertanto, la preparazione richiede alcuni giorni per far fermentare l'impasto. Dopo la fermentazione, il kenkey è parzialmente cotto, avvolto in foglie di banana, gusci di mais o carta stagnola e cotto a vapore. Esistono diverse versioni di kenkey, come Ga e Fanti kenkey. Il kenkey Ga è più comune in molte parti del Ghana.

## Ingredienti
6-8 tazze di farina di mais (o mais macinato). (La farina di mais bianca è preferibile, e dovrebbe essere finemente macinata, come la farina. La farina di granturco in stile latino americano, come è usato in tortillas, tamales, pupusas, ecc., è il tipo giusto.)
Foglie di banana o mais o bucce di mais o fogli di alluminio per avvolgere l'impasto (le foglie o le bucce possono essere disponibili presso i negozi di generi alimentari africani, asiatici o latini).

## Preparazione

### Impasto di farina di mais fermentato

#### Metodo tradizionale
In un grande contenitore unire la farina di granturco (o la farina di mais e la manioca grattugiata) con acqua calda quanto basta per inumidire tutto. Mescolare bene. Coprire il contenitore con un panno pulito. Metterlo in un luogo caldo, come un forno riscaldato o sopra il frigorifero, per due o tre giorni o più per ottenere i migliori risultati. La fermentazione può richiedere più di due giorni, specialmente in climi freddi. (Nota: un forno riscaldato è un forno che è stato riscaldato per alcuni minuti e spento. La farina dovrebbe fermentare, non cucinare). Quando è correttamente fermentato, dovrebbe avere un aroma leggermente aspro, ma non sgradevole, come l'aumento della pasta per il pane. La farina di mais eccessivamente fermentata non ha un sapore giusto. 

#### Metodo alternativo
Preparare la farina di mais come descritto sopra e lasciare fermentare per circa sei ore. Quindi mescolare un cucchiaio di aceto nella farina di mais bagnata.
- Immergere il mais secco in acqua. Dopo tre giorni, scolare e lavare il mais in acqua fresca. Macinare e aggiungere un po' 'd'acqua per renderlo un impasto con una superficie liscia. Conservarlo in un luogo caldo per far fermentare per due o tre giorni prima di usarlo per preparare il kenkey. Prima di usarlo per la preparazione, la superficie ammuffita sulla parte superiore deve essere rimossa e scartata.
- Impastare la pasta fermentata con le mani fino a completa miscelazione.
- In una pentola capiente, portare a ebollizione una tazza d'acqua. Aggiungere lentamente una parte dell'impasto fermentato. Cuocere per circa 10 minuti, mescolando costantemente e vigorosamente. Togliere dal fuoco. Questa metà dell'impasto è chiamata aflata.
- Combinare l'aflata con la pasta cruda rimanente. Mescolare bene. La proporzione di pasta cruda per l'aflata determina la morbidezza del kenkey dopo la cottura.
- Dividere l'aflata e la miscela di pasta cruda in pezzi di dimensioni serventi. Avvolgere strettamente i pezzi in foglie di banana, mais o bucce di mais o in pellicola. Le foglie di banana sono più flessibili se sono state brevemente riscaldate in un forno caldo o in una pentola di acqua bollente. L'impasto avvolto dovrebbe assomigliare ai burritos o ai tamales. La corda di cottura può essere utilizzata per legare la confezione chiusa.
- Mettere i pacchetti di impasto avvolto su una gratella sopra l'acqua in una pentola capiente. Portare a ebollizione e vapore per una o tre ore, a seconda della loro dimensione e spessore. Servire a temperatura ambiente.
- Il "kenkey Ga" di solito viene servito caldo con salsa al peperoncino a base di peperoncino macinato, cipolle e pomodori, oltre a una salsa al pepe nero localmente chiamata shito.
- Il "kenkey Fanti" viene solitamente servito tiepido con salsa di pomodoro o salsa di pomodoro. Può anche andare con qualsiasi pesce, pollame o piatto di carne dell'Africa occidentale. In Ghana, gli ospiti vengono spesso serviti con salsa al pepe rosso e sardine in scatola o pesce fritto, specialmente se sono arrivati senza preavviso o dopo i pasti serali della famiglia.

L'acqua in cui il kenkey viene bollito serve da bevanda quando il mais o le bucce di mais sono usati come involucro per la cottura del kenkey. Questa acqua è chiamata "otinshi nu".
Nota: le farine di mais fermentate pronte all'uso, preparate appositamente per banku e kenkey, possono essere disponibili nei negozi di alimentari africani e devono essere preparate secondo le istruzioni del pacchetto.

## Galleria di pietanze

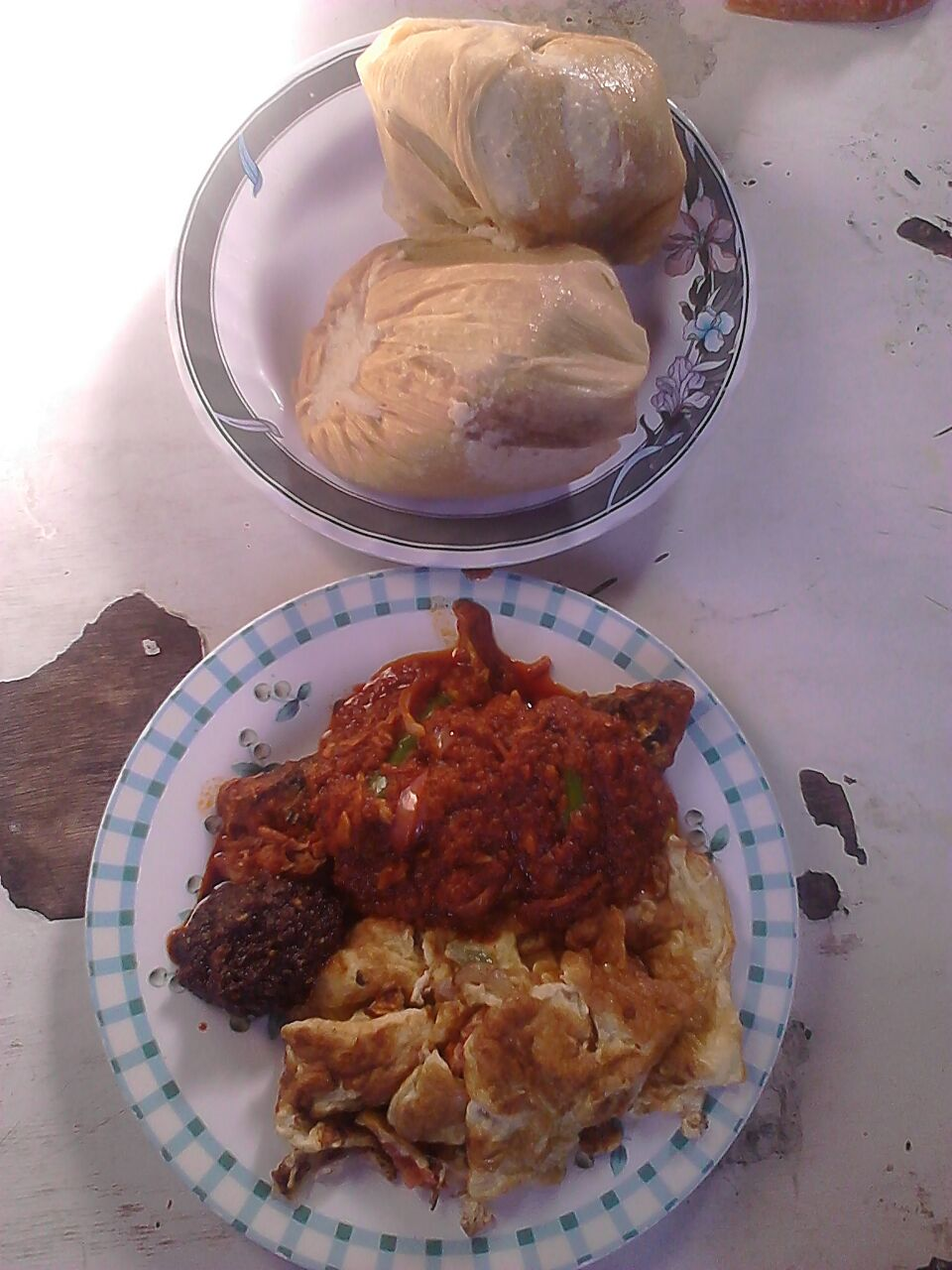
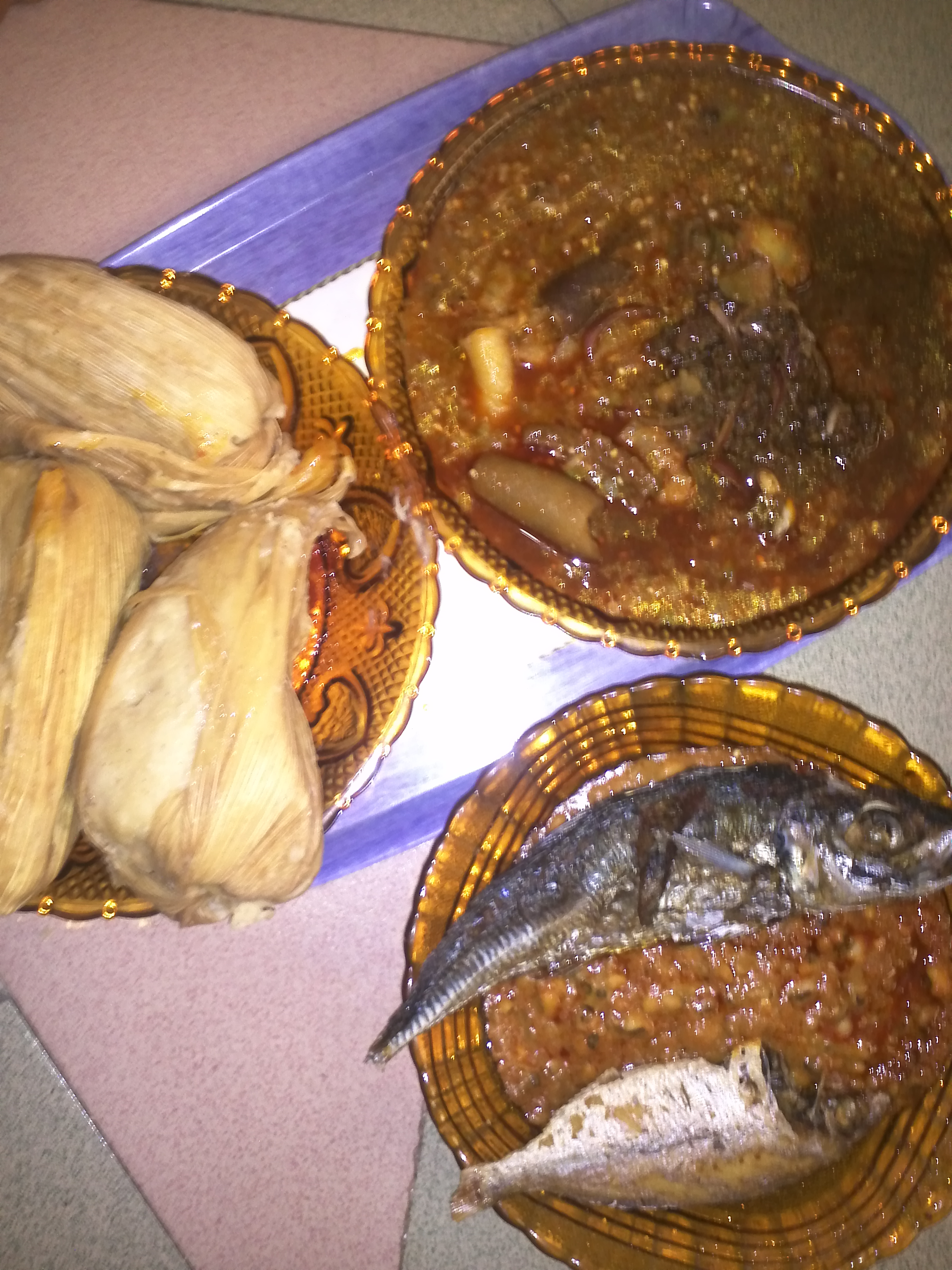
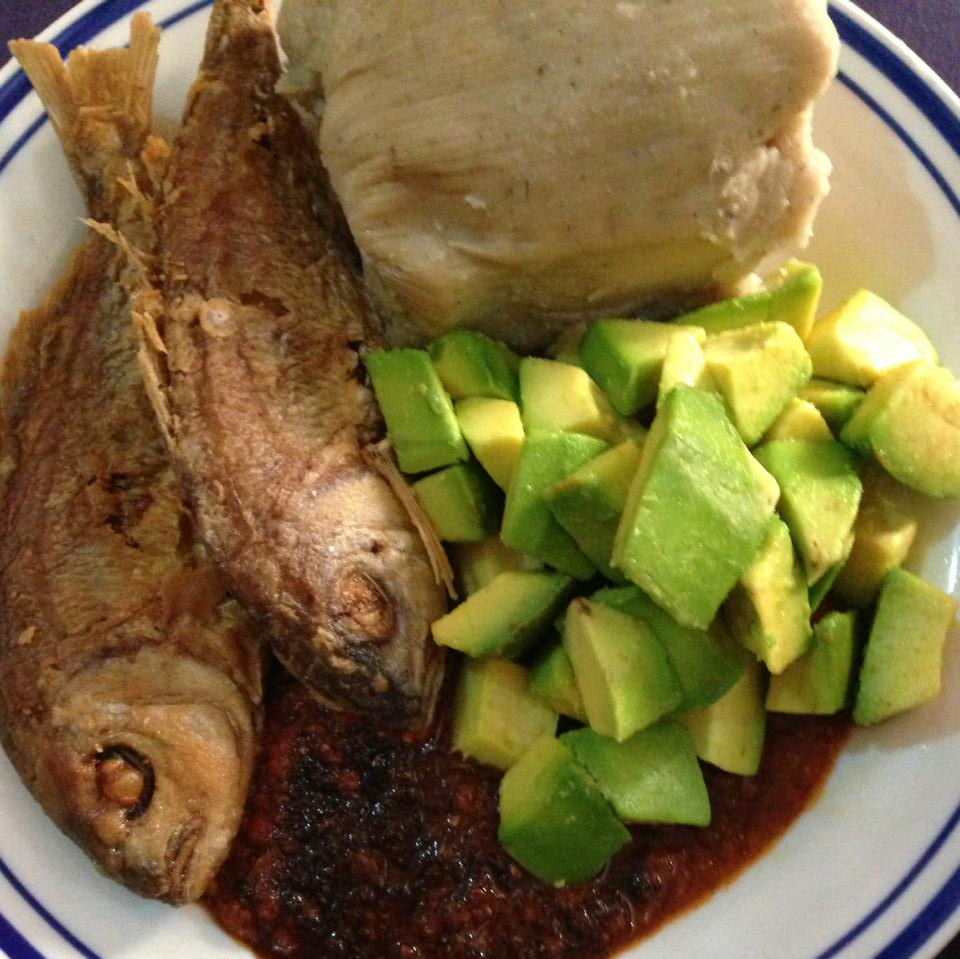
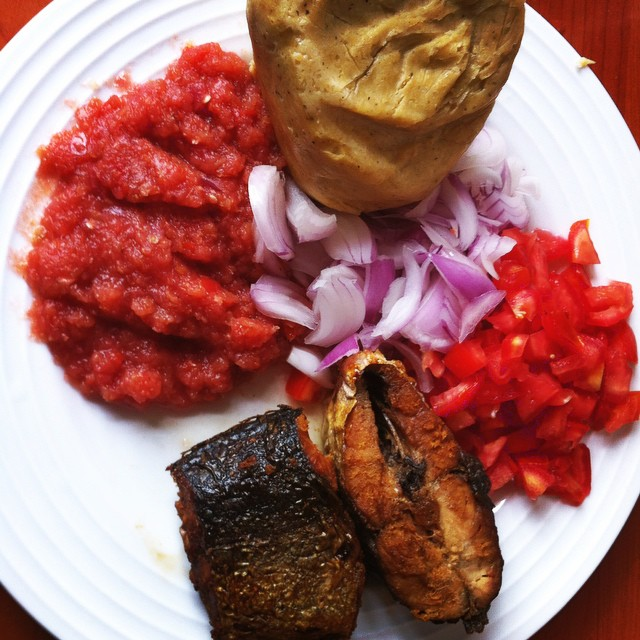
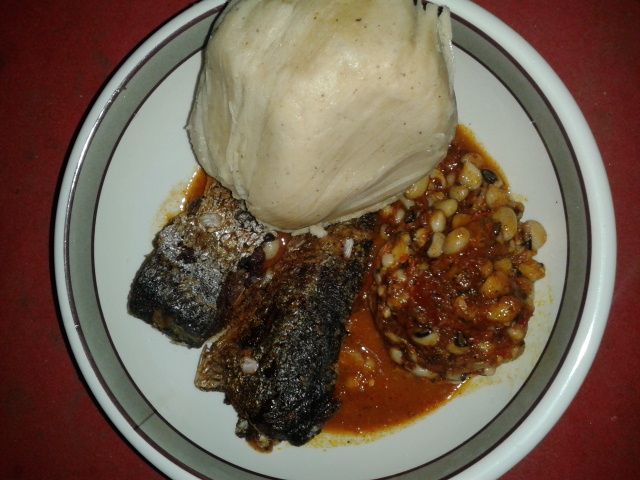